# 巴黎三城
巴黎三城（又名三城控股）是日本一家眼鏡連鎖店，總部位於東京都港區海岸。

## 歷史
1930年，多根良尾在兵库县姬路市開設了正確堂時計店。1950年1月27日，株式会社三城時計店成立。1960年，該公司更名為株式會社眼鏡的三城（日语：株式会社メガネの三城）。1973年，該公司在巴黎開設分店。這是該公司首次進軍海外。1992年，巴黎三城进入中国大陸市場并首先在上海金陵东路开设了中国大陸第一家分店。1996年12月，該公司在東京證券交易所第2部上市。